# Douglas (football, 1963)
Pour les articles homonymes, voir Douglas.
William Douglas Humia Menezes, plus connu sous le nom de Douglas (né le 1er mars 1963 à Belo Horizonte dans le Minas Gerais) est un joueur de football international brésilien, qui évoluait au poste de milieu de terrain.

## Biographie

### Carrière en sélection
Avec l'équipe du Brésil, il dispute 11 matchs (pour aucun but inscrit) entre 1987 et 1989. 
Il figure notamment dans le groupe des sélectionnés lors des Copa América de 1983 et  de 1987.

## Palmarès
| Cruzeiro - Championnat du Minas Gerais (4) : - Champion : 1984, 1987, 1992 et 1994. - Coupe du Brésil (1) : - Vainqueur : 1993. - Supercopa Sudamericana (1) : - Vainqueur : 1992. |  | Brésil - Jeux panaméricains (1) : - Or : 1987. |